# Музей «Нескорених»
Музей «Нескóрених» — музей російсько-української війни у Стрию Львівської області, відкритий 2022 року. Основу експозиції складають воєнні трофеї, які привезли бійці батальйону «Карпатська Січ».

## Історія створення

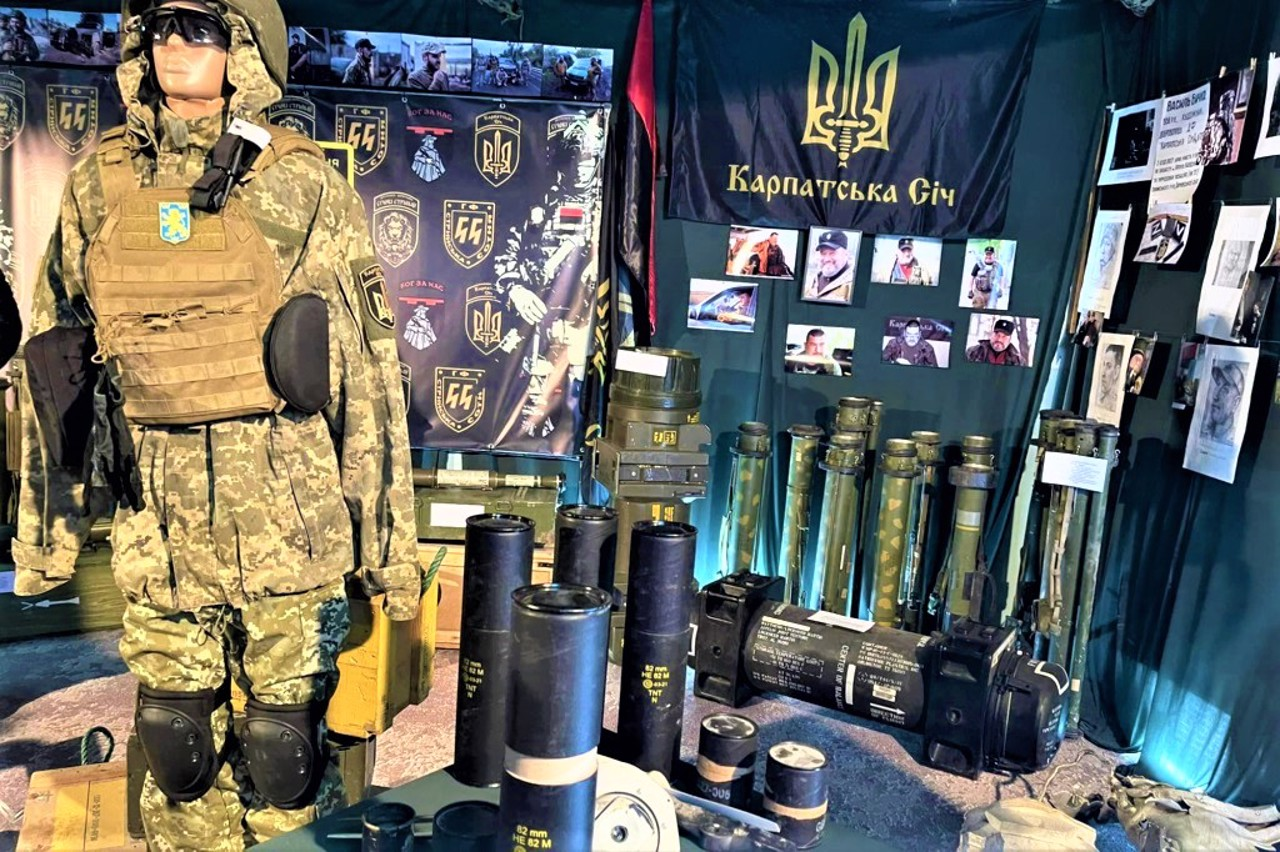
Український куток

Експозиція музею формувалася поступово. Спочатку бійці, що поверталися з фронту, привозили зброю, уламки техніки, особисті речі. Ці речі складалися у колекцію. Рішення створити музей було прийнято активістами громадського формування «Стрийська сотня Січові стрільці» Відкриття музею відбулося у день відкриття вулиці імені Олега Куцина — командира батальйону «Карпатська Січ».

## Опис

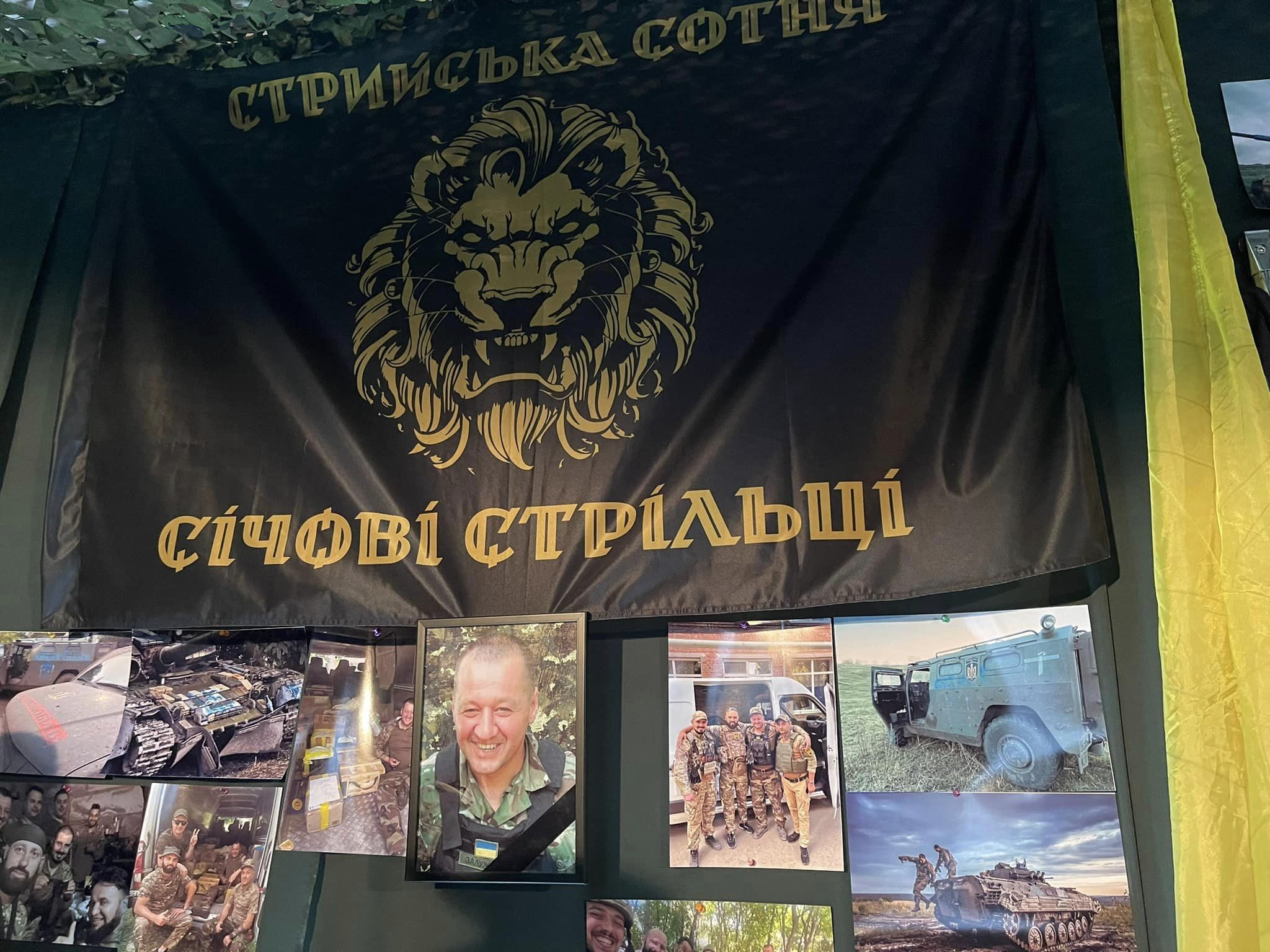
Музей «Нескорених»

Музей розміщується в Будинку воїна у Стрию, в ньому діє одна експозиційна зала, планується розширення. Частина техніки, зокрема мотолига (МТ-ЛБ) і спалений бронеавтомобіль «Тигр», виставлені на полігоні. У залі експонати групуються за тематикою: російська техніка («куток кацапа»), українське спорядження, зброя, побут військових тощо. У музеї є манекени, на яких демонструється військова форма, яку можна приміряти з дозволу волонтерів. Деякі експонати підвішені до стелі, включаючи уламки безпілотників.

## Філії музею

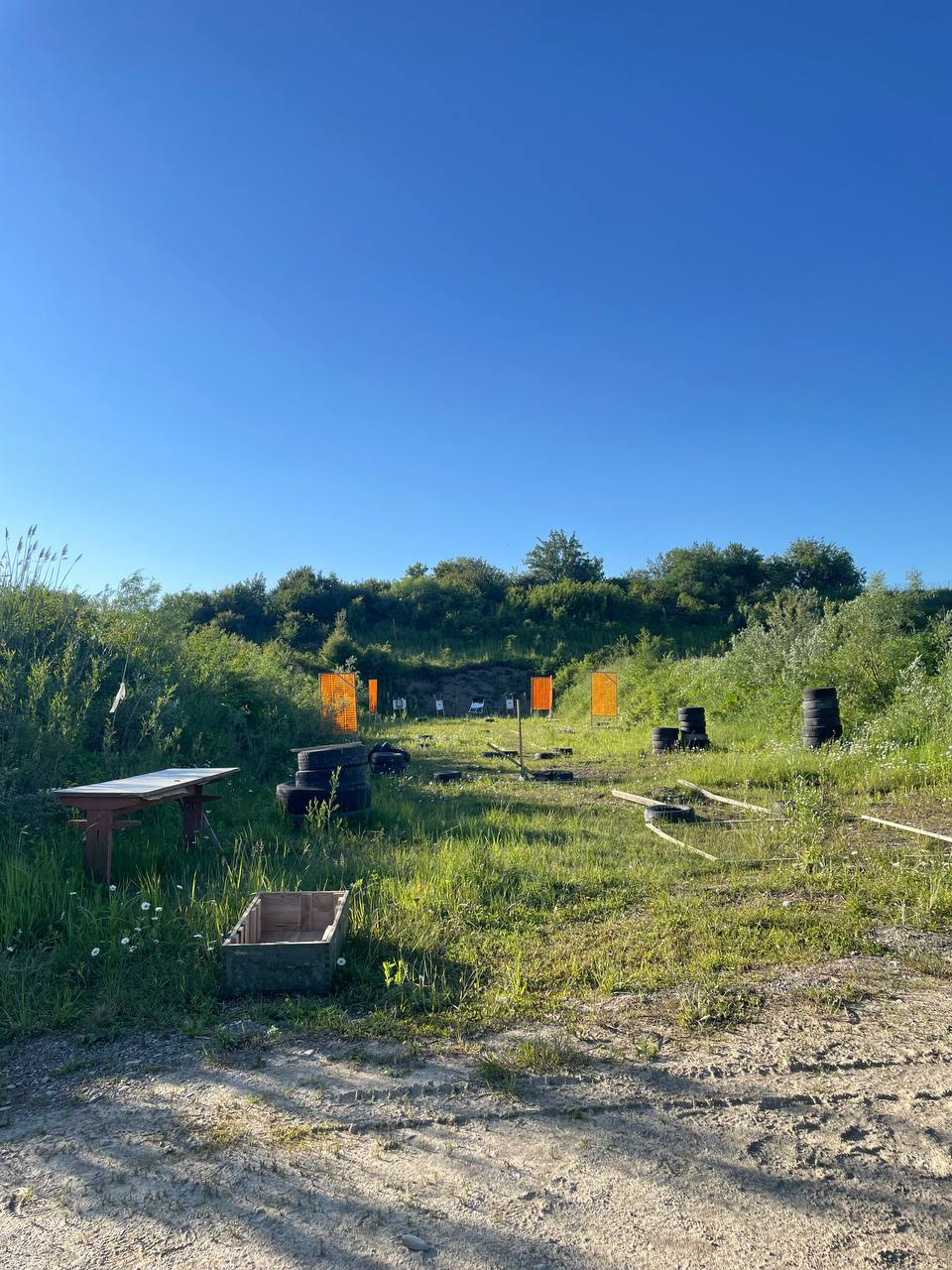
Відкрите поле для навчань

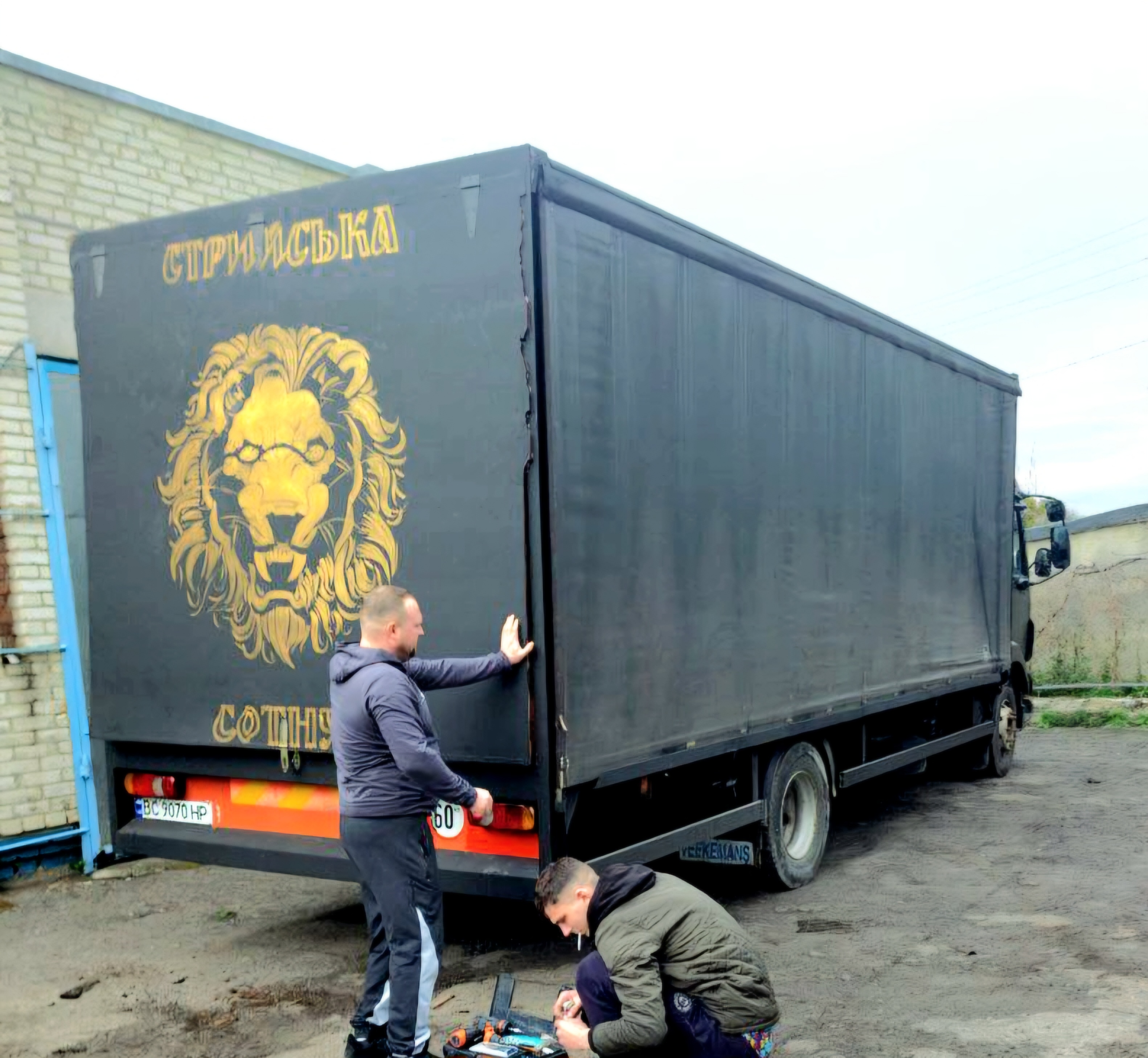
Мобільний музей облаштований у фурі

Окрім основної експозиційної зали в Будинку воїна, музей «Нескорених» має свою умовну філію — відкритий полігон, де представлена велика військова техніка, яка фізично не вміщується у приміщенні. Там розміщені такі експонати, як броньована машина «Тигр», МТ-ЛБ та інші великогабаритні об'єкти. Полігон також використовується для стрілецьких турнірів і тематичних подій, що підсилює інтерактивний аспект діяльності музею.
Важливою ініціативою музею також став проєкт виїзного мобільного музею, який був облаштований у фурі. Такий музей брав участь у виставках, зокрема на «ОрганікФесті», та мав на меті популяризувати історію сучасної війни поза межами Стрия. На жаль, фура була знищена під час ворожого обстрілу на сході України. Попри втрату, команда музею планує відновлення цієї ініціативи та вже розглядає можливості для створення нового мобільного музею, який би знову міг подорожувати країною або представляти Україну за кордоном.

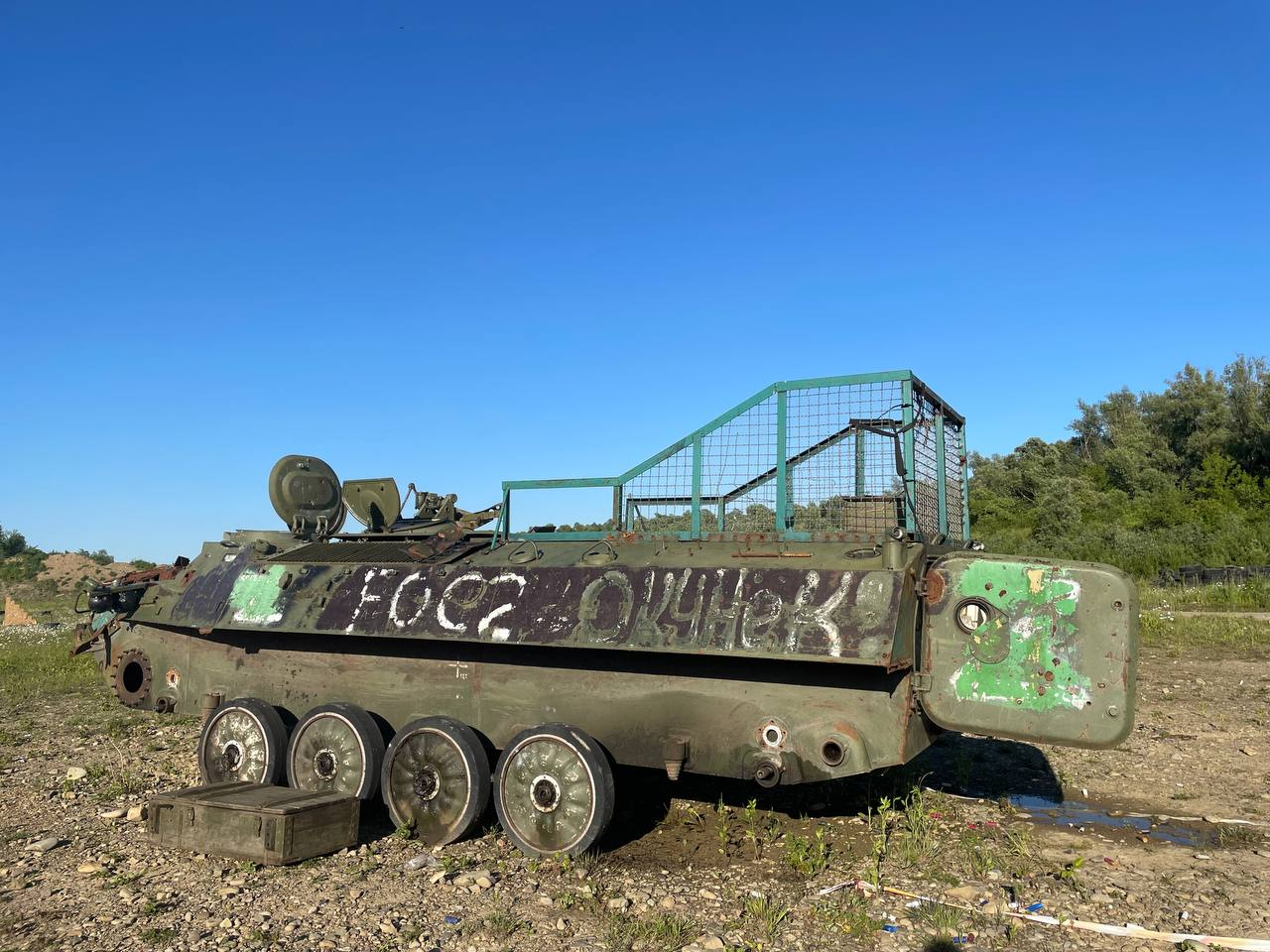
МТ-ЛБ

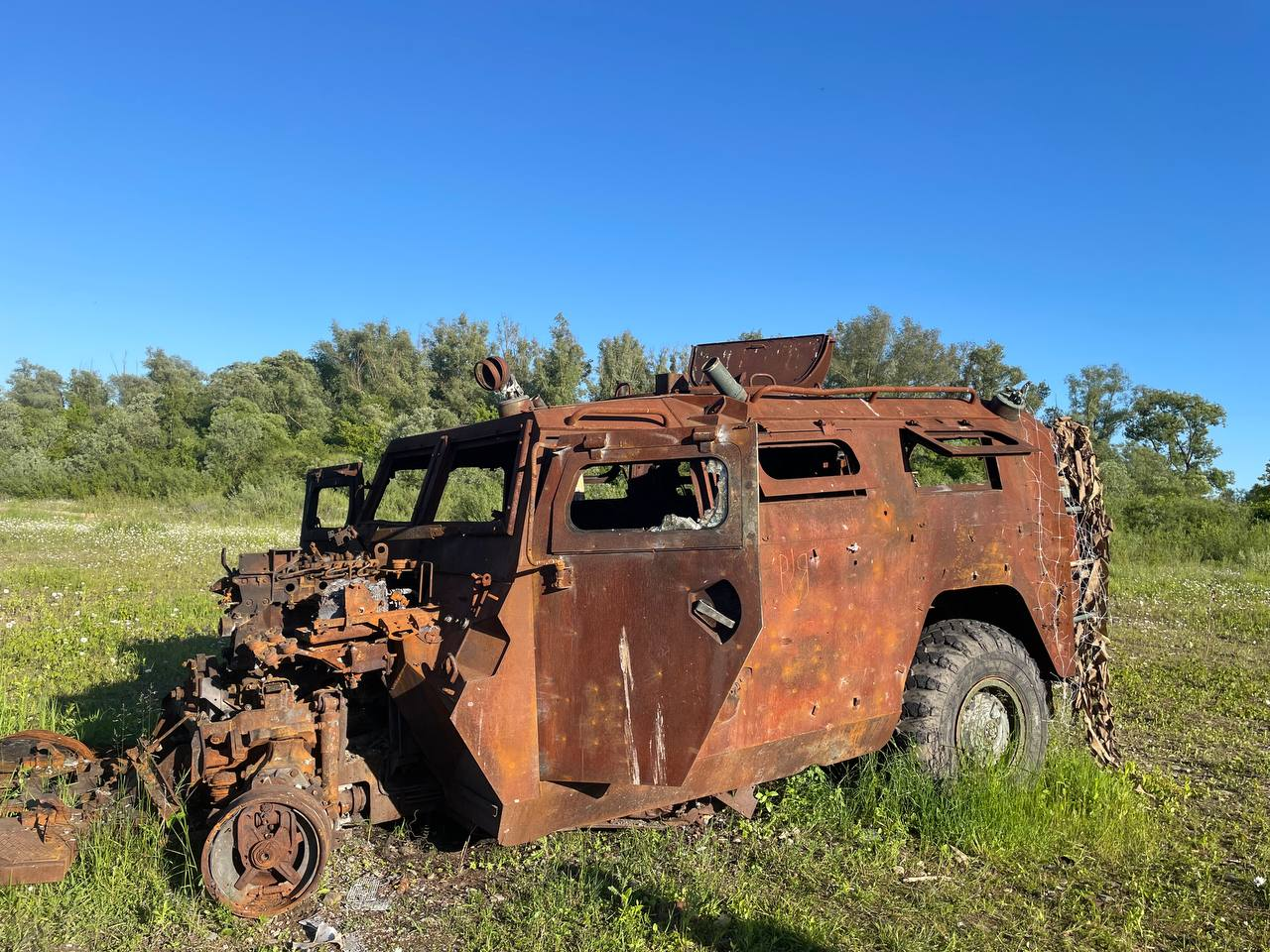
Бронеавтомобіль «Тигр»

Ще однією філією музею є ветеранський простір «Кабан Паб». Головна ідея закладу — поєднання живої сцени, трансляцій спортивних подій та ветеранської атмосфери. У Стрию подібний формат є рідкістю, тому він викликає інтерес у широкої аудиторії. Це місце, де можна не лише відпочити, але й знайти натхнення, підтримати своїх та поспілкуватися з однодумцями. Місія закладу — організовувати благодійні заходи для збору коштів для ЗСУ, підтримку ветеранів та їхніх родин.
Кабан Паб прагне бути осередком допомоги та комунікації не лише під час війни, але й у післявоєнний час. Його мета — стати місцем, де кожен отримає підтримку, можливість поділитися досвідом або просто знайде компанію, що розуміє. Цей заклад — не просто про їжу чи напої, а про людей, які створюють теплу, людяну атмосферу і залишаються готовими підтримати один одного в будь-якій ситуації.
У пабі також розміщено низку музейних експонатів, зокрема, безпілотник «Орлан-10» та заблоковану російську військову рацію. Назву «Кабан Паб» отримав на честь загиблого побратима Назара Підковича, замкомандира другої сотні, який загинув під час штурму Макіївки. Його бойовий товариш Іван долучається до роботи музею й пабу. Ідея пабу як простору для пам'яті, підтримки та продовження життя після фронту є важливою частиною цілісної ініціативи, що поєднує культуру спротиву, солідарності та спільної творчості.

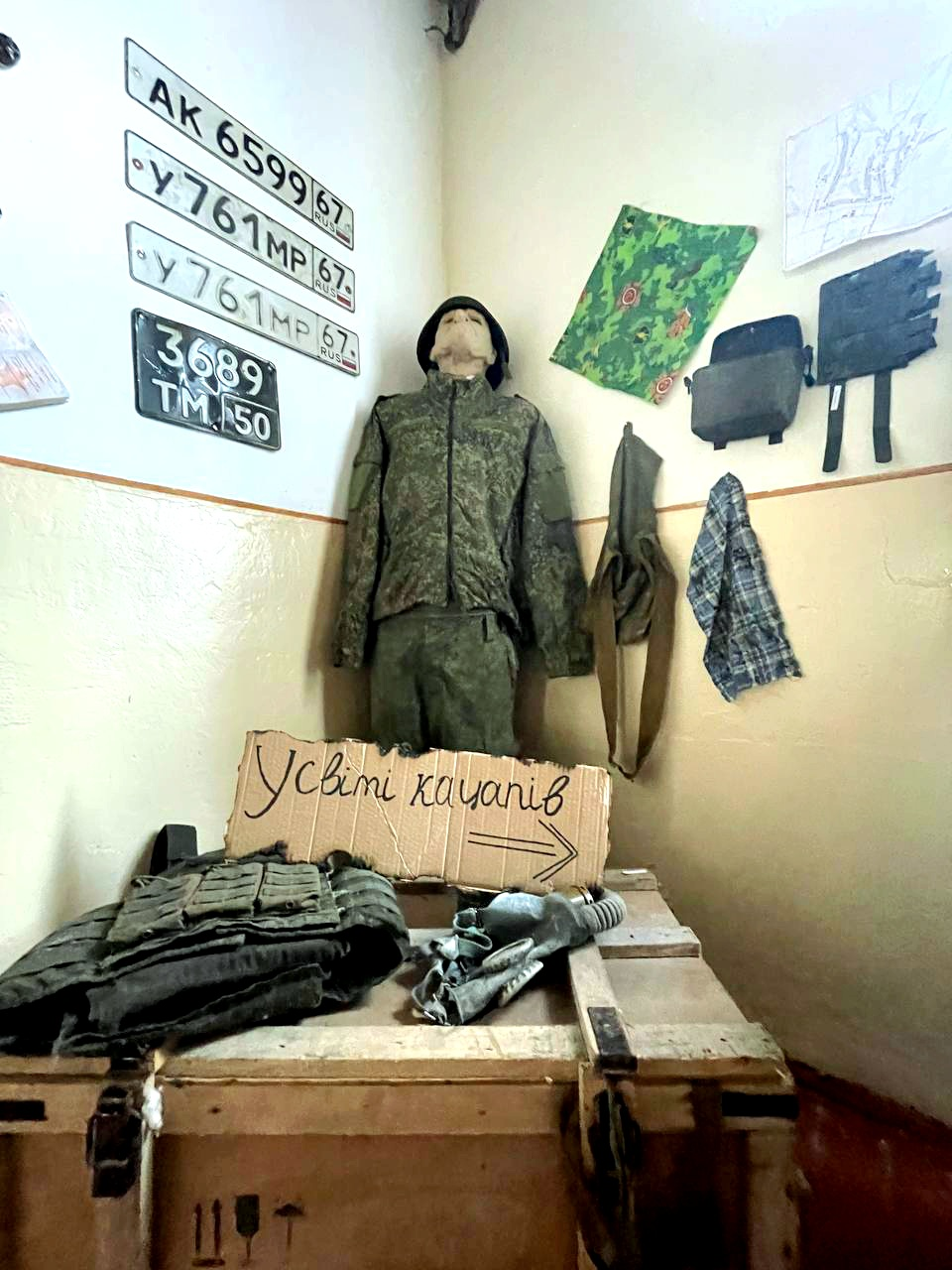
Куток окупанта

## Експозиція

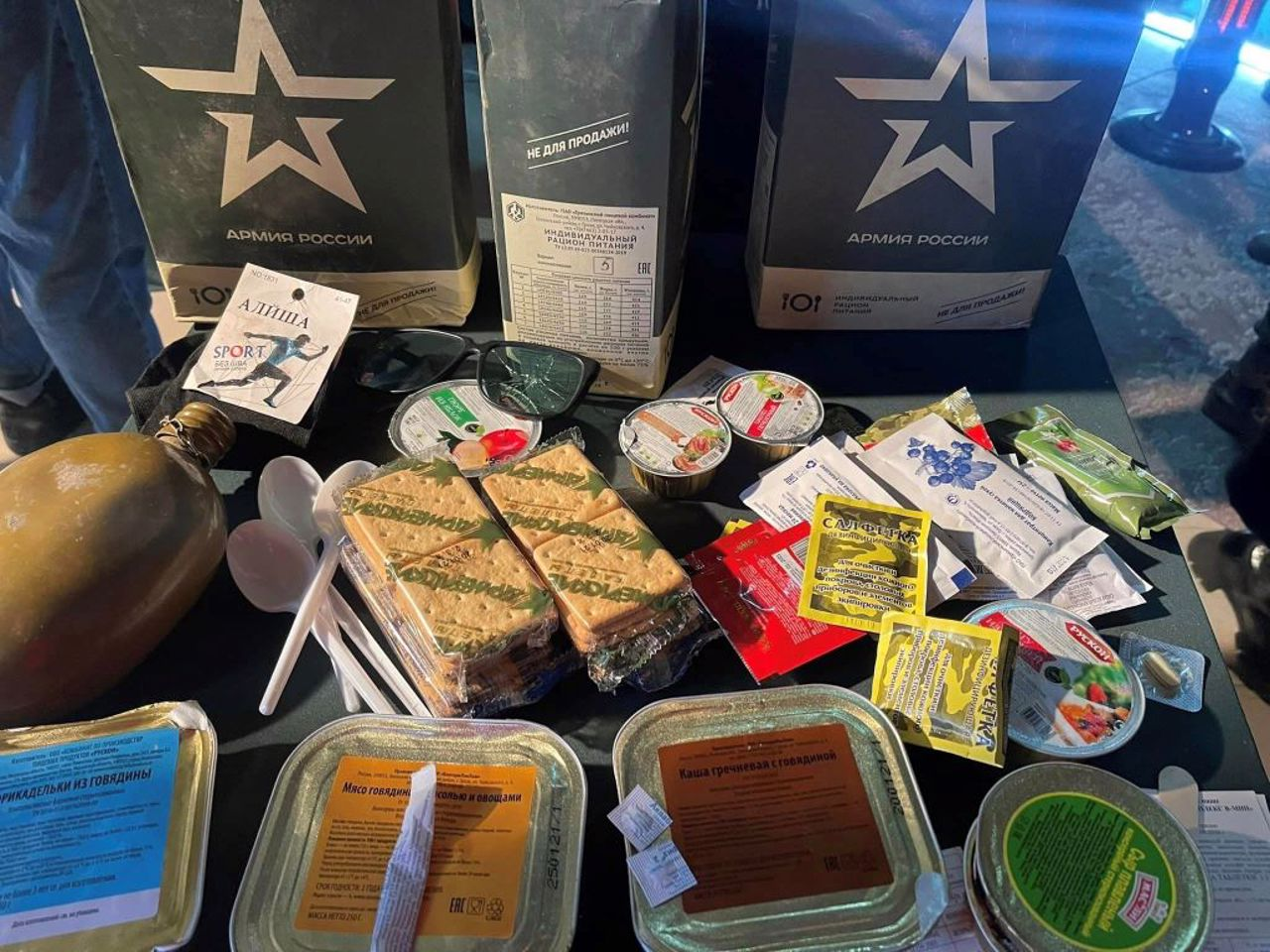
Сухпайки окупантів

У музеї представлена велика кількість трофеїв і артефактів, зібраних переважно у східних регіонах України: Лиман, Ізюм, Макіївка, Вірнопілля тощо. Експозиція включає:
- важке озброєння: реактивний піхотний вогнемет РПВ «Джміль», переносний зенітно-ракетний комплекс ПЗРК «Стріла-2», чеський реактивний протитанковий гранатомет РПГ-18 «Муха», російська реактивна протитанкова граната РПГ-30 «Крюк», шведсько-британська переносна протитанкова керована ракета NLAW, американський переносний протитанковий ракетний комплекс ПТРК FGM-148 Javelin, російські реактивні системи залпового вогню «Ураган» і БМ-21 «Град», станковий протитанковий гранатомет СПГ-9 «Спис», ракета «Калібр», зенітна установка ЗУ-23 «Зушка», уламки балістичних ракет, фосфорні міни;
- ворожу техніку: російський безпілотний літальний апарат БПЛА «Орлан-10», зразки ракетного палива, елементи бронетехніки;
- стрілецьку зброю: автомати, пістолети (здебільшого спалені або виведені з ладу);
- особисті речі окупантів (кацапський куток): залишки техніки, елементи екіпірування, сухпайки, фляги, бронежилети, каски, протигази, документи, гроші, окуляри радянського зразка;
- речі українських військових: форма, спорядження, зразки амуніції, зокрема протитанковий ракетний комплекс «Стугна-П»;
- світлини з фронту: багато з них належать загиблим бійцям.

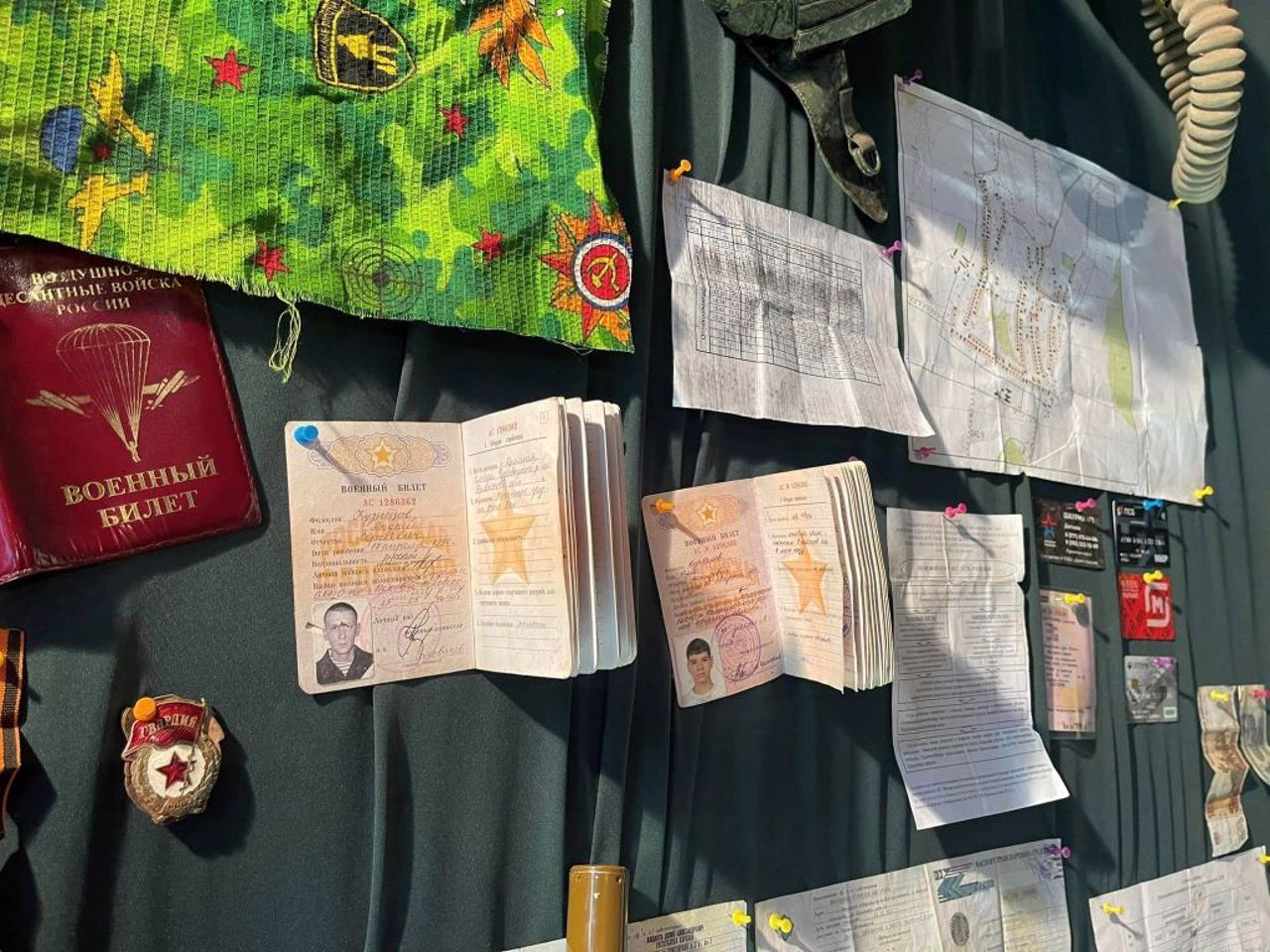
Військові документи окупантів

Деякі експонати мають особисту історію, зокрема, речі стриянина Романа Сунака, який загинув у 2022 році та став першим загиблим воїном з міста у повномасштабній війні.

## Місія та мета
Метою музею є збереження живої пам'яті про сучасну війну, правдиве висвітлення її реалій та демонстрація з чим і за що воюють українці. Музей прагне показати не лише зброю та техніку, а й повсякденне життя військових на фронті: від кухні та ремонту автомобілів до буднів у бліндажах. Важливою частиною концепції є також знайомство з ворогом: щоб українське суспільство не недооцінювало супротивника, розуміло його оснащення та методи. Музей виступає своєрідним щитом історичної пам'яті, запобігаючи стиранню правди про війну та формуючи національну свідомість.

## Діяльність
Музей функціонує як волонтерський проєкт. Основні напрями діяльності:
- Проведення екскурсій (для школярів, студентів, літніх людей);
- Організація виїзних експозицій (зокрема участь в «ОрганікФесті»; попередній мобільний музей згорів під час обстрілу);
- Збір і постійне оновлення експонатів із зони бойових дій (приблизно раз на два місяці);
- Проведення подій у музеї (плануються тематичні вечори, зустрічі з родинами загиблих);
- Діяльність полігону як виставкового майданчика для великої техніки і платформи для стрілецьких змагань.

## Керівники музею
Ідею музею ініціювали активісти з «Стрийської сотні Січові стрільці». Концепцію розробив Володимир Кашуба, волонтер, що проводить більшість екскурсій.

## Режим роботи та вхід
Музей працює без фіксованого графіку. Вхід — безкоштовний, є скринька для пожертв. Увесь персонал — волонтери. Під час екскурсій наголошується на правилах поводження з експонатами.

## Розташування
Розташування музею має символічне значення, адже простір, у якому він діє, стає осередком переосмислення подій сучасної війни та їх впливу на локальну спільноту. Завдяки присутності в публічному просторі музей відіграє роль не лише меморіального, але й культурно-просвітницького центру.